# Gateshead FC
Gateshead Football Club is een voetbalclub uit Gateshead, opgericht in 1977 nadat Gateshead United was opgeheven. De club komt momenteel uit in de National League. Wedstrijden worden afgewerkt in het Gateshead International Stadium, dat plaats biedt aan bijna 12.000 toeschouwers.

## Geschiedenis
In de stad zijn er drie verschillende voetbalclubs geweest. In 1889 werd Gateshead NERFC opgericht dat in 1930 fusioneerde met South Shields FC en zo Gateshead AFC werd. Deze club speelde in de Football League Third Division North. In 1960 slaagde de club er niet in herverkozen te worden tot de League en speelde vervolgens in regionale competities zoals onder andere de Northern Premier League, tot de club uiteindelijk opgeheven werd in 1973. De geschiedenis herhaalde zich toen het heropgerichte South Shields opnieuw naar Gateshead verhuisde en zo Gateshead United werd. Na drie seizoenen ging de club echter bankroet. 
Er werd een nieuwe club opgericht, die de plek van United overnam in de Northern Premier League. In het seizoen 1982/83 won Gateshead de Northern Premier League met een recordaantal punten (100) en 114 doelpunten voor. Hun eerstvolgende seizoen werd afgesloten met een zestiende plaats, maar in het seizoen daarop ging het mis en degradeerde de ploeg. De club won vervolgens een jaar later de Northern Premier League keerde terug naar de (inmiddels hernoemde) Football Conference. Hier zou de ploeg echter ook weer na een seizoen (86/87) uit degraderen, terug naar de Northern Premier League.
In de jaren 90 kwam de ploeg zeven seizoenen uit in de Football Conference, voordat het in 1997 degradeerde naar de Northern Premier League. In 2003 volgde zelfs degradatie naar het zevende niveau, maar promoveerde het volgende seizoen dankzij de oprichting van de Conference North en South. In 2008 promoveerde Gateshead via de play-offs naar de Conference North, om een jaar later, weer via play-offs, te promoveren naar de Football Conference, net onder de Football League.
In het seizoen 2013/14 was Gateshead FC heel dichtbij promotie naar de League Two. Ze eindigden het seizoen op de derde plek, achter Luton Town en Cambridge United. De ploeg haalde vervolgens de finale van de play-offs, maar verloor op Wembley met 2-1 van Cambridge United. Nadien wisten ze de play-offs nooit meer te halen. De club werd in mei 2019 uit de National League gezet vanwege financiële problemen en moesten als straf verplicht afzakken naar de National League North. Drie jaar later wisten ze terug te promoveren naar het vijfde niveau door kampioen te worden. In 2023 bereikte Gateshead voor het eerst in de clubgeschiedenis de finale van de FA Trophy en mocht het voor de tweede maal aantreden op Wembley. In de finale was FC Halifax Town met 1-0 te sterk. In 2024 haalde het weer de finale van de FA Trophy, waar ditmaal Solihull Moors de tegenstander was. De finale werd ditmaal wel winnend afgesloten.

## Erelijst
- National League North
  - kampioen 2021/22
- Northern Premier League
  - kampioen Premier Division 1982/83, 1985/86
  - winnaar Challenge Shield 1985/86
- FA Trophy
  - winnaar 2023/24

Aldershot Town ·
Altrincham ·	
Barnet ·
Boston United ·
Braintree Town · 
Dagenham & Redbridge ·
Eastleigh ·
Ebbsfleet United ·
Forest Green Rovers ·
Fylde ·
Gateshead · 
Halifax Town · 
Hartlepool United ·
Maidenhead United ·
Oldham Athletic · 
Rochdale ·
Solihull Moors ·
Southend United ·
Sutton United ·
Tamworth ·
Wealdstone ·
Woking ·
Yeovil Town ·
York City